# Amantes de Valdaro

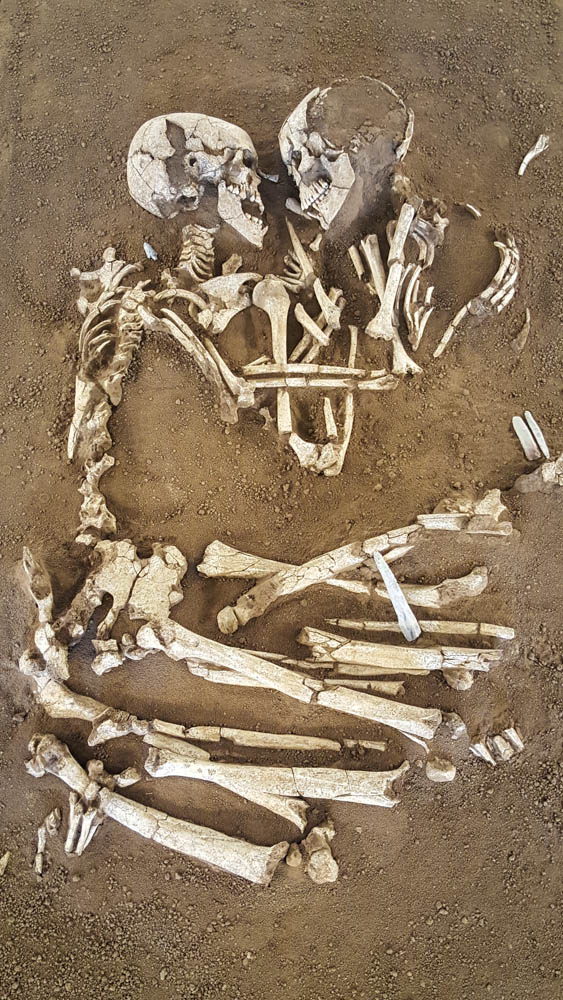
Los "Amantes del praga" en el museo arqueológico de Mantua.

Los Amantes de Valdaro son dos esqueletos humanos con una antigüedad aproximada de 6.000 años, descubiertos por arqueólogos en una tumba en San Giorgio, cerca de Mantua, Italia, en el año 2007. Los dos esqueletos fueron encontrados mirándose uno al otro y con los brazos entrelazados, por lo que se les dio el nombre de "amantes".
La arqueóloga Elena Maria Menotti lideró la excavación. Los científicos afirman que se trataba de una pareja de no más de 20 años de edad cada uno y de aproximadamente 1,57 metros de altura.
El esqueleto izquierdo fue encontrado con una punta de lanza cerca de su cuello. El esqueleto derecho apareció con una punta de cuchillo en uno de sus muslos, además de otras puntas de armas cortopunzantes cerca de su pelvis. Hubo una especulación inicial que afirmaba que dichas armas fueron la causa de la muerte. Exámenes osteológicos sin embargo demuestran que no hubo una muerte violenta, ya que no presentaban ninguna fractura, por lo que se cree que las armas fueron enterradas con los cadáveres como trofeos. Debido a su descubrimiento en una necrópolis, lo más probable es que fueran colocados en esta posición post mortem.
Los esqueletos fueron exhibidos por primera vez en septiembre de 2011 a la entrada del museo arqueológico de Mantua, gracias al esfuerzo de la asociación "Amantes en Mantua", la cual busca un hogar permanente para la pareja.